# 朱一騏
陸一騏，原名朱一騏，字伯襄，号翼明，浙江杭州府海寧縣竈籍餘姚縣人，明朝政治人物。

## 生平
万历三十一年（1603年）癸卯科浙江鄉試舉人，四十四年（1616年）丙辰科进士，吏部觀政，四十六年授中书舍人，天啓七年主考山東鄉試，升禮部精膳司主事。

## 家族
曾祖陸儉。祖父陸慶。父陸嗣文，生员。